# Bobbington
Bobbington är en ort och civil parish i Storbritannien.   Den ligger i grevskapet Staffordshire och riksdelen England, i den södra delen av landet, 180 km nordväst om huvudstaden London. Bobbington ligger 83 meter över havet och antalet invånare är 506.
Terrängen runt Bobbington är platt. Runt Bobbington är det tätbefolkat, med 369 invånare per kvadratkilometer. Närmaste större samhälle är Wolverhampton, 13,5 km nordost om Bobbington. Trakten runt Bobbington består till största delen av jordbruksmark.